# Umbral epidemiológico
El umbral epidémico o epidemiológico es un índice epidemiológico fundamentado el límite superior Intervalo de confianza del 95 % de los contagios esperados (durante dos semanas consecutivas). Cuando el número de casos de una enfermedad contagiosa en el periodo establecido supera este umbral, se puede afirmar que existe una epidemia entre la población. Este índice se emplea por los organismos de vigilancia epidemiológica para declarar una alerta que habilita a las Autoridades Sanitarias para tomar las  medidas profilácticas oportunas. Este concepto es empleado por los Centros para el Control y Prevención de Enfermedades (CDC) de EE. UU.

## Establecimiento de umbrales
Los umbrales epidémicos se establecen mediante la comparación de la tasa de incidencia semanal y las tasas de incidencia durante el mismo período en los 3 a 5 años anteriores no epidémicos. Este valor agregado de la tasa de incidencia es el que forma parte del cálculo epidémico.